# Lynn Burke
Lynn Burke (New York, 22 marzo 1943) è una nuotatrice statunitense.

## Biografia
Ai Giochi della XVII Olimpiade vinse la medaglia d'oro ai 100m dorso con un tempo di 1:09.3. e l'oro ai 4x100 m mista.
Fra i suoi primati:
- Record mondiale dei 100 m dorso primato superato da lei quattro volte consecutivamente, portandolo da 1'10"1 (17 luglio 1960 ad Indianapolis) sino a 1'09"0 il 2 settembre 1960 Roma, Italia
- Record mondiale dei 200 m dorso con 2'33"5, effettuato il 15 luglio 1960 Indianapolis, Stati Uniti d'America
- Record mondiale della 4x100 m mista con 4'41"1 in compagnia di Patty Kempner, Carolyn Schuler e Chris von Saltza, il 9 settembre 1960 Roma, Italia

## Riconoscimenti
- International Swimming Hall of Fame, 1978[2]